# Seznam dílů pořadu Bořiči mýtů
Toto je seznam dílů pořadu Bořiči mýtů. Americký populárně-vědecký televizní pořad Bořiči mýtů měl premiéru 23. ledna 2003 na stanici Discovery Channel.
Pro tento pořad neexistuje systematické rozdělení dílů do sérií. Používá se rozdělení dle kalendářních let uvedených pro jednotlivé díly na oficiálních stránkách. Na druhou stranu Discovery Channel prodává DVD s pořadem po řadách, které se někdy řídí kalendářním rokem a někdy ne. Navíc Discovery Channel také prodává "sběratelské edice", které dělí díly jiným způsobem. 
Mýty zkoumané v každém dílu jsou na konci vyhodnoceny dle tří možností:
- Vyvráceno (v originále Busted): falešný nebo nemožný mýtus.
- Možné (v originále Plausible): mýtus je možný za určitých podmínek či je spíš nepravděpodobný.
- Potvrzeno (v originále Confirmed): pravdivý nebo reprodukovatelný mýtus. (originální znění bylo původně True)

## Seznam dílů
V tabulkách jsou uvedeny jednotlivé díly vždy se seznamem testovaných mýtů a jejich výsledků. Ve sloupci "původní název" je uveden název každého dílu, jak jej pojmenovala produkce pořadu. Názvy zpravidla pojmenovávají hlavní mýtus, který se v epizodě objevil, u speciálních epizod pak pojmenovávají, čím je daná epizoda speciální. Oficiální český překlad názvů neexistuje, jedná se tedy o přibližný překlad anglických názvů. 

### Pilotní díly
| Číslo v seriálu | Číslo v řadě | Původní název        | Přeložený název     | Premiéra v USA | Celkové číslo |
| --- | ------------ | -------------------- | ------------------- | -------------- | ------------- |
| P1 | Speciál 1    | Jet-Assisted Chevy   | Tryskový Chevrolet  | 23. ledna 2003 | 1             |
| - Může Chevrolet z roku 1967 vzlétnout s pomocí raketových motorů jako v příběhu JATO - raketové auto? Vyvráceno - Může způsobit současné spolknutí šumivé sladkosti Pop Rocks a sody roztržení žaludku? Vyvráceno                           |              |                      |                     |                |               |
| P2 | Speciál 2    | Biscuit Bazooka      | Sušenková bazuka    | 23. ledna 2003 | 2             |
| - Může záchod v letadle vytvářet dostatečné sání, aby způsobil, že se v něm člověk zasekne? Vyvráceno - Může hromada sušenek v horkém autě explodovat? Možné - Může člověk proskočit oknem mrakodrapu? Potvrzeno                             |              |                      |                     |                |               |
| P3 | Speciál 3    | Poppy-Seed Drug Test | Drogový test na mák | 7. března 2003 | 3             |
| - Může se člověk vznést za použití židle a meteorologických balónů? Potvrzeno - Můžete mít pozitivní test na heroin po snězení velkého množství máku? Potvrzeno - Může být pomalování těla zlatou barvou smrtelné? (více v ep. 14) Vyvráceno |              |                      |                     |                |               |

### První řada (2003)
| Číslo v seriálu | Číslo v řadě | Původní název                      | Přeložený název           | Premiéra v USA     | Celkové číslo |
| --- | ------------ | ---------------------------------- | ------------------------- | ------------------ | ------------- |
| 1 | 1            | Exploding Toilet                   | Vybuchující záchod        | 23. září 2003      | 4             |
| - Může být člověk vystřelen z toalety tím, že po naplnění mísy různými hořlavými materiály do ní vhodí zapálenou cigaretu? Vyvráceno - Je lepší při dešti běžet, aby člověk nebyl moc mokrý? (více v ep. 39, později upraveno hodnocení) Vyvráceno - Je možné vyrobit „kouzelnou kulku“ z ledu? (více v ep. 14) Vyvráceno |              |                                    |                           |                    |               |
| 2 | 2            | Cell Phone Destroys Gas Station    | Benzínka zničená mobilem  | 3. října 2003      | 5             |
| - Mohou mobilní telefony v blízkosti benzinové pumpy způsobit explozi? (více v ep. 14) Vyvráceno - Mohou silikonové prsní implantáty při nízkém tlaku ve vysokých výškách explodovat? (více v ep. 14) Vyvráceno - Mohou počítačové mechaniky při vysokých otáčkách zničit kompaktní disk? Možné |              |                                    |                           |                    |               |
| 3 | 3            | Barrel of Bricks                   | Sud cihel                 | 10. října 2003     | 6             |
| - Může být zedník vytažený sudem s cihlami na kladce několikrát zraněn? Možné - Může být osoba močící na napájecí kolejnici zraněna? (více v ep. 14) Vyvráceno - Může peněženka z úhoří kůže vymazat kreditní kartu? Vyvráceno |              |                                    |                           |                    |               |
| 4 | 4            | Penny Drop                         | Upuštěný cent             | 17. října 2003     | 7             |
| - Může padající cent z vrcholu Empire State Building zabít člověka nebo se zarýt do země? Vyvráceno - Mohou se vnitřní orgány v soláriu uvařit? Vyvráceno - Mohou zubní výplně přijímat rádiové vlny? Vyvráceno |              |                                    |                           |                    |               |
| 5 | 5            | Buried Alive                       | Pohřben zaživa            | 24. října 2003     | 8             |
| - Lze přežít v zasypané rakvi? Vyvráceno - Speciální vlastnosti Coca Coly (více v ep. 14): - Potvrzeno: čištění skvrn od krve, chromu, mince - Vyvráceno: čištění rzi, mastých skvrn, zkorodovaných kontaktů baterií, motoru, rozpuštění zubu, stejku, využití jako spermicid - Může se člověk při pádu z mostu zachránit tím, že před sebou vrhne kladivo, aby před dopadem na hladinu porušil povrchové napětí vody? Vyvráceno |              |                                    |                           |                    |               |
| 6 | 6            | Lightning Strikes/Tongue Piercings | Blesk a piercing v jazyku | 11. listopadu 2003 | 9             |
| - Je pravděpodobnější, že blesk zasáhne člověka s piercingem v jazyku? Vyvráceno - Může být ze stromu postaveno dělo? Možné - Lze nějakým způsobem ošidit alkoholtester? Vyvráceno |              |                                    |                           |                    |               |
| 7 | 7            | Stinky Car                         | Smradlavé auto            | 5. prosince 2003   | 10            |
| - Lze vyčistit auto, ve kterém zemřel člověk a začal se rozpadat, tak aby si ho někdo koupil? Vyvráceno - Bude člověk, který zapálí v kanalizaci benzín, vystřelen z potrubí jako z kanónu? Vyvráceno |              |                                    |                           |                    |               |
| 8 | 8            | Alcatraz Escape                    | Útěk z Alcatrazu          | 12. prosince 2003  | 11            |
| - Bylo možné přežít útěk z Alcatrazu? Možné - Mýtus: Kachní kejhání nevydává ozvěnu. Vyvráceno - Implantuje vláda tajné čipy ovládající mysl? Vyvráceno |              |                                    |                           |                    |               |

### Druhá řada (2004)
| Číslo v seriálu | Číslo v řadě | Původní název                         | Přeložený název                 | Premiéra v USA     | Celkové číslo |
| --- | ------------ | ------------------------------------- | ------------------------------- | ------------------ | ------------- |
| 9 | 1            | Explosive Decompression               | Výbušná dekomprese              | 11. ledna 2004     | 12            |
| - Může kulka vystřelená v letadle způsobit výbušnou dekompresi a roztrhat letadlo? (více v ep. 38) Vyvráceno - Lze při rozjezdu utrhnout zadní nápravu auta, pokud je přivázána ocelovým lanem k lampě? Vyvráceno - Může se kulka použitá v autě místo pojistky zahřát natolik aby vystřelila? Vyvráceno (možné) |              |                                       |                                 |                    |               |
| 10 | 2            | Chicken Gun                           | Kuřecí dělo                     | 18. ledna 2004     | 13            |
| - Způsobí při výstřelu na čelní sklo letadla zmrazené kuře více škody než rozmrazené kuře? (více v ep. 14, později upraveno hodnocení) Vyvráceno - Mohou se vejce chobotnice vylíhnout v lidském žaludku? Vyvráceno - Je pravdivá legenda o muži, který zemřel, když se pokusil zhutnit prádlo do pračky, která se roztočila? Vyvráceno |              |                                       |                                 |                    |               |
| 11 | 3            | Break Step Bridge                     | Pochodem rozbitý most           | 25. ledna 2004     | 14            |
| - Může pochodující armáda zbořit most? (více v ep. 14 a SP4, později upraveno hodnocení) Vyvráceno - Mohou se na zubní kartáček dostat bakterie ze splachovacího záchodu? Potvrzeno - Lze lyžovat na vodě tažený osmiveslicí? Potvrzeno |              |                                       |                                 |                    |               |
| 12 | 4            | Sinking Titanic                       | Potápějící se Titanic           | 22. února 2004     | 15            |
| - Mohl potápějící Titanik stáhnout lidi na hladině s sebou? Vyvráceno - Mají zlaté rybky pouze krátkodobou paměť o délce 3 sekundy? Vyvráceno - Mohou výbušniny v trombonu způsobit vystřelení části nástroje? Vyvráceno |              |                                       |                                 |                    |               |
| 13 | 5            | Buried in Concrete                    | Pohřben v betonu                | 22. února 2004     | 16            |
| - Byl Jimmy Hoffa pohřben pod Giants Stadium? Vyvráceno - Může jed sekáče zabít člověka? Vyvráceno - Dokáže proudový motor převrátit auto? Nedokázáno ale možné |              |                                       |                                 |                    |               |
| 14 | 6            | Myths Revisited                       | Znovuprozkoumané mýty           | 8. června 2004     | 17            |
| - Pochodující armáda na mostě (ep. 11) Možné - Ledová kulka (ep. 1) Znovu vyvráceno - Kuřecí dělo (ep. 10) Možné - Mobilní telefon a benzinka (ep. 2) Znovu vyvráceno - Goldfinger (ep. P3) Znovu vyvráceno - Může sprej nebo Cola ponechané v rozpáleném autě vybuchnout? (ep. 5) Vyvráceno - Mohou silikonové prsní implantáty při nízkém tlaku ve vysokých výškách explodovat? (ep. 2) Znovu vyvráceno - Způsobí močení na elektrický plot úraz? (ep. 3) Možné (platí pro plot) |              |                                       |                                 |                    |               |
| 15 | 7            | Scuba Diver and Car Capers            | Nasátý potapěč a automýty       | 27. července 2004  | 18            |
| - Může být potápěč nasán požární helikoptérou? Vyvráceno - Automobilové mýty: - Lze zničit motor ucpáním výfuku (brambora, banán, vejce)? Vyvráceno - Lze zničit motor, pokud do nádrže přilejeme čistič odpadního potrubí? Vyvráceno - Zničí cukr v palivu motor? Vyvráceno - Funguje prostředek proti molům jako vysokooktanový benzín? Možné - Způsobí prostřelení palivové nádrže výbuch auta? (více v ep. 38) Vyvráceno - Ochrání automobilové dveře před střelbou? Vyvráceno - Lze použít kolu místo chladicí kapaliny v chladiči? Možné - Lze dočasně utěsnit díru v chladiči rozklepnutým vajíčkem? Možné - Zničí kus kovu, který spadne do karburátoru, motor? Vyvráceno - Zničí bělidlo v oleji motor? Potvrzeno |              |                                       |                                 |                    |               |
| 16 | 8            | Ancient Death Ray                     | Starověký paprsek smrti         | 29. září 2004      | 19            |
| - Mohl Archimédes soustředěním velkého množství zrcadel zapálit římské loďstvo? (více v ep. 46) Vyvráceno - Co pomáhá proti smradu ze skunka? - Vyvráceno: pivo - Možné: rajčatový džus - Potvrzeno: mix mýdla, sody a peroxidu, zakoupený čisticí prostředek - Které předměty jsou neprůstřelné? - Vyvráceno: Kniha, balíček karet, zapalovač Zippo, čtvrtpalcový polykarbonát, používaný v pořadu při výbuších - Možné: palcový polykarbonát |              |                                       |                                 |                    |               |
| 17 | 9            | Elevator of Death, Levitation Machine | Výtah smrti, levitační přístroj | 6. října 2004      | 20            |
| - Lze přežít pád ve výtahu, pokud před dopadem vyskočíme? Vyvráceno - Lze sestrojit vznášedlo pomocí motoru z vysavače? Možné |              |                                       |                                 |                    |               |
| 18 | 10           | Beat the Radar Detector               | Vyzrát na radar                 | 13. října 2004     | 21            |
| - Lze při pádu z budovy použít velkou desku jako padák? (více v ep. 38) Vyvráceno - Lze přelstít policejní radar? - Třesení klíčemi. Vyvráceno - Disco koule zavěšená na zpětném zrcátku. Vyvráceno - Cédéčko zavěšené na zpětném zrcátku. Vyvráceno - Zakrytí disků kol alobalem. Vyvráceno - Zakrytí celého auta alobalem. Vyvráceno - Lemování přední poznávací značky LED diodami. Vyvráceno - Rušení radaru tím, že na něj vysíláte mikrovlny. Vyvráceno - Auto s dělem na hliníkové útržky. Vyvráceno - Točení zrcadel na střeše vozu pomaleji, než je skutečná rychlost vozu. Vyvráceno - Natřením auta matně černou, aby absorbovalo paprsky radaru a světla. Vyvráceno                                            |              |                                       |                                 |                    |               |
| 19 | 11           | Quicksand                             | Tekutý písek                    | 20. října 2004     | 22            |
| - Můžete se utopit v pohyblivém písku? Vyvráceno - Může tetování při vyšetření magnetickou rezonancí vybuchnout? Vyvráceno - Může zapnutý spotřebič zabít koupající osobu ve vaně. Potvrzeno |              |                                       |                                 |                    |               |
| 20 | 12           | Exploding Jawbreaker                  | Výbušné cukrátko                | 20. října 2004     | 23            |
| - Může zahřátý sladký bonbon s náplní po skousnutí explodovat? Potvrzeno - Může PVC trubka vyvinout dostatek statické elektřiny, aby to bylo smrtící? Vyvráceno - Může hrací karta zabít, pokud je hozena dostatečnou silou? Vyvráceno |              |                                       |                                 |                    |               |
| 21 | 13           | Pingpong Rescue                       | Pingpongová záchrana            | 3. listopadu 2004  | 24            |
| - Může vzlétnout čtyřleté dítě s pouťovými balónky? Vyvráceno - Může být potopená loď vyzdvižena na hladinu pomocí pingpongových míčků? Potvrzeno |              |                                       |                                 |                    |               |
| 22 | 14           | Boom-Lift Catapult                    | Vysokozdvižný katapult          | 10. listopadu 2004 | 25            |
| - Lze sestrojit katapult z vysokozdvižného vozíku? Vyvráceno - Spotřebuje auto se spuštěnou klimatizací méně paliva než auto s otevřenými okny? (více v ep. 38) Vyvráceno |              |                                       |                                 |                    |               |
| 23 | 15           | Exploding House                       | Výbuchující dům                 | 16. listopadu 2004 | 26            |
| - Může větší množství dýmovnic proti hmyzu vyhodit dům do povětří? Potvrzeno - Lze sestrojit stroj, který najde jehlu v kupce sena? Vyvráceno - Může povídání s rostlinami zlepšit jejich růst? Možné |              |                                       |                                 |                    |               |
| 24 | 16           | Ming Dynasty Astronaut                | Astronaut z dynastie Ming       | 5. prosince 2004   | 27            |
| - Vznese se člověk sedící na křesle osazeném raketami, jak o tom hovoří legenda z časů dynastie Ming? Vyvráceno - Fungují stroje na volnou energii sestrojené podle návodů na internetu? Vyvráceno - Lze si výskokem pod stropním ventilátorem useknout hlavu? Vyvráceno |              |                                       |                                 |                    |               |
| SP1 | Speciál–1    | Viewers-Choice/Christmas Special      | Divácká volba/Vánoční speciál   | 22. prosince 2004  | 28            |
| - Vydrží v šampaňském bublinky déle, pokud do něj vhodíme stříbrnou lžičku? Vyvráceno - Může za velkého mrazu zmrznout proud moči? Vyvráceno - Taje oblečený sněhulák pomaleji než nahý? Potvrzeno - Může mražený krocan vhozený do fritovacího hrnce explodovat? Vyvráceno - Může padající rampouch zabít? Potvrzeno - Způsobí zapálený oheň v krbu ochlazení zbytku domu? Potvrzeno |              |                                       |                                 |                    |               |

### Třetí řada (2005)
| Číslo v seriálu | Číslo v řadě | Původní název              | Přeložený název                        | Premiéra v USA     | Celkové číslo |
| --- | ------------ | -------------------------- | -------------------------------------- | ------------------ | ------------- |
| SP2 | Speciál–1    | Buster special             | Speciál o Busterovi                    | 2. února 2005      | 29            |
| - V této epizodě Adam a Jamie připomněli Busterovy nejlepší okamžiky a ukázali konstrukci nového „Bustera 2.0“. |              |                            |                                        |                    |               |
| SP3 | Speciál–2    | Ultimate MythBusters       | Ultimátní bořiči mýtů                  | 9. února 2005      | 30            |
| - V této epizodě Adam a Jamie soutěžili o to, který z nich je „Nejlepší bořič mýtů“. |              |                            |                                        |                    |               |
| 25 | 1            | Brown note                 | Na hnědé notě                          | 16. února 2005     | 31            |
| - Může Vás vystřelená kulka odhodit dozadu? (více v ep. 38) Vyvráceno - Může infrazvuk způsobit fekální inkontinenci? Vyvráceno - Funguje vodní mučení? Potvrzeno |              |                            |                                        |                    |               |
| 26 | 2            | Salsa Escape               | Útěk s pomocí salsy                    | 23. února 2005     | 32            |
| - Lze na útěk z vězení použít omáčku salsa? Možné - Lze odstranit zbytky betonu z mixu pomocí výbušniny? Vyvráceno |              |                            |                                        |                    |               |
| 27 | 3            | Exploding Port-a-Potty     | Vybuchující toitoika                   | 2. března 2005     | 33            |
| - Může přetržený konec hnací hřídele zabodnutý do výmolu způsobit nadskočení auta? Vyvráceno - Mohou výkaly vyprodukovat dostatek metanu, aby došlo k explozi? Vyvráceno |              |                            |                                        |                    |               |
| 28 | 4            | Is Yawning Contagious?     | Je zívání nakažlivé?                   | 9. března 2005     | 34            |
| - Může být na 400 m dlouhém svahu dětské autíčko rychlejší než odbrzděný Dodge Viper? Vyvráceno - Je zívání nakažlivé? Potvrzeno - Spadne toast vždy namazanou stranou dolu? Vyvráceno |              |                            |                                        |                    |               |
| SP4 | Speciál–3    | MythBusters Outtakes       | Nepoužité záběry Bořičů mýtů           | 16. března 2005    | 35            |
| - Sestřih neodvysílaných pokusů. |              |                            |                                        |                    |               |
| 29 | 5            | Cooling a Six-Pack         | Ochlazování kartonu piv                | 23. března 2005    | 36            |
| - Lze plechovky s pivem rychle ochladit zakopáním do písku, politím benzínem a zapálením? Vyvráceno - Bylo možné ve starověku používat baterii? Možné |              |                            |                                        |                    |               |
| 30 | 6            | Son of a Gun               | Zbraněsyn                              | 30. března 2005    | 37            |
| - Může telefonování za bouře zabít? Potvrzeno - Může kulka prolétlá mužskými genitáliemi do ženského lůna ženu oplodnit? Vyvráceno - Může plout loď připevněná na přívěsu? Potvrzeno |              |                            |                                        |                    |               |
| SP5 | Speciál–4    | Shop 'til You Drop         | Nakupuj do úmoru                       | 6. dubna 2005      | 38            |
| - Tým Bořičů ukazuje oblíbená místa nákupů. |              |                            |                                        |                    |               |
| SP6 | Speciál–5    | MythBusters Revealed       | Odhalení Bořičů mýtů                   | 27. dubna 2005     | 39            |
| - Speciál ze zákulisí natáčení – s rozhovory a přibližující vzájemné vztahy mezi aktéry. |              |                            |                                        |                    |               |
| SP7 | Speciál–6    | Hollywood on Trial         | Hollywood na pranýři                   | 11. května 2005    | 40            |
| - Zajiskří kulky, když dopadnou na cíl? Vyvráceno - Mohlo hliníkové líčidlo použité na herci, který hrál Plechového muže ve filmu Čaroděj ze země Oz způsobit nežádoucí reakci, kvůli které byl hospitalizován? Vyvráceno - Může průměrně vysoký muž vyrazit vlastní silou dřevěné dveře? Možné - Lze být prohozen skleněným oknem bez jediného škrábnutí? Vyvráceno - Lze zapálit louži benzínu vhozeným nedopalkem? Možné |              |                            |                                        |                    |               |
| 31 | 7            | Breaking Glass             | Rozbití sklenice                       | 18. května 2005    | 41            |
| - Může lidský hlas rozbít sklenici? Potvrzeno - Přísloví: Na valicím se kameni nezůstává mech. Potvrzeno - Může se vysavač proměnit v tryskový motor, pokud do sebe nasaje benzín? Vyvráceno |              |                            |                                        |                    |               |
| 32 | 8            | Jet Pack                   | Raketový batoh                         | 9. června 2005     | 42            |
| - Lze z návodů na internetu sestrojit raketový batoh? Vyvráceno - Mají pyramidy zvláštní sílu? Vyvráceno |              |                            |                                        |                    |               |
| 33 | 9            | Killer Brace Position      | Smrtící bezpečnostní poloha            | 22. června 2005    | 43            |
| - Může poloha doporučovaná v letadlech pro případ havárie naopak zabít? Vyvráceno - Je řízení s telefonem nebezpečné podobně jako řízení pod vlivem alkoholu? Potvrzeno |              |                            |                                        |                    |               |
| 34 | 10           | Bulletproof Water          | Neprůstřelná voda                      | 13. července 2005  | 44            |
| - Může potopení pod hladinu uchránit před kulkami? Potvrzeno - Lze se na zavěšené houpačce otočit o 360°? Vyvráceno |              |                            |                                        |                    |               |
| SP8 | Speciál–7    | Jaws Special               | Speciál o Čelistech                    | 17. července 2005  | 45            |
| - Může žralok bílý prorazit potápěcí mříž a loď? Potvrzeno - Exploduje kyslíková bomba po prostřelení? Vyvráceno - Může být použita struna z piana na chycení žraloka? Vyvráceno - Lze se před žralokem ubránit pěstmi? Možné - Může žralok stáhnout tři prázdné barely pod vodu? Vyvráceno - Utáhne žralok loď? Vyvráceno |              |                            |                                        |                    |               |
| 35 | 11           | Border Slingshot           | Pohraniční prak                        | 27. července 2005  | 46            |
| - Je možné prakem překonat oplocenou hranici? Vyvráceno |              |                            |                                        |                    |               |
| 36 | 12           | Killer Tissue Box          | Zabijácká krabice kapesníčků           | 3. srpna 2005      | 47            |
| - Může krabice ubrousků nad zadními sedadly v autě zabít řidiče, pokud auto havaruje? Vyvráceno - Je možné rozstřelit šíp jiným šípem? (více ep. 51) Vyvráceno |              |                            |                                        |                    |               |
| 37 | 13           | Escape Slide Parachute     | Záchranná skluzavka jako padák         | 10. srpna 2005     | 48            |
| - Lze při pádu z letadla použít záchranný člun nebo nafukovací skluzavku jako padák? Vyvráceno - Způsobí lak na vlasy v pilotní kabině tryskového letadla explozi? Vyvráceno - Může letuška přežít pád letadla upoutaná ve svém sedadle? Možné |              |                            |                                        |                    |               |
| 38 | 14           | MythBusters Revisited      | Revidované mýty                        | 12. října 2005     | 49            |
| - Může Vás kulka odhodit dozadu? (viz ep. 25) Znovu vyvráceno - Může kulka vystřelená v letadle způsobit explozivní dekompresi a roztrhat letadlo? (viz ep. 9) Znovu vyvráceno - Je lepší při dešti běžet, aby člověk nebyl moc mokrý? (viz ep. 1) Potvrzeno - Lze při pádu z budovy použít velkou desku jako padák? (viz ep. 18) Znovu vyvráceno - Spotřebuje auto se spuštěnou klimatizací méně paliva než auto s otevřenými okny? (viz ep. 22) Z části znovu vyvráceno/Z části potvrzeno - Zahřeje se černé auto rychleji než bílé? (viz ep. P2) Potvrzeno - Způsobí prostřelení palivové nádrže výbuch auta? (viz ep. 15) Z části potvrzeno |              |                            |                                        |                    |               |
| 39 | 15           | Chinese Invasion Alarm     | Čínský invazní poplach                 | 19. října 2005     | 50            |
| - Mohli starověcí Číňané pomocí bubnů odhalit útočníky podhrabávající se tunelem? Možné - Je pravdivé pravidlo pěti sekund? Vyvráceno - Je toaletní prkénko nejčistším místem v domě? Potvrzeno - Je psí tlama čistší než lidská ústa? Možné |              |                            |                                        |                    |               |
| 40 | 16           | Confederate Rocket         | Raketa Konfederace                     | 26. října 2005     | 51            |
| - Mohli vojáci Konfederace sestrojit dvoustupňovou raketu schopnou letět 100 mil z Richmondu to Washingtonu? Vyvráceno |              |                            |                                        |                    |               |
| 41 | 17           | Vodka Myths                | Mýty o vodce                           | 2. listopadu 2005  | 52            |
| - Mohou se čelně srazit dva kamiony tak, že rozdrtí osobní auto? Vyvráceno - Může vodka potlačit pach nohou? Potvrzeno - Může vodka osvěžit dech? Potvrzeno |              |                            |                                        |                    |               |
| 42 | 18           | Steel Toe-Cap Amputation   | Amputace ocelovou špičkou              | 9. listopadu 2005  | 53            |
| - Může ocelová špička boty amputovat prsty u nohou? Vyvráceno - Může se člověk vznést pomocí rakety z PET lahví? Vyvráceno |              |                            |                                        |                    |               |
| 43 | 19           | Seasickness - Kill or Cure | Mořská nemoc - odrovná nebo lze léčit? | 16. listopadu 2005 | 54            |
| - Co je vhodné na potlačení mořské nemoci? - Vyvráceno: skořicový sprej, magnetizované pásky na ruce, elektrický náramek - Možné: zázvorový bonbon, placebo (např. vitamín nebo cukr) - Je z hlediska spotřeby paliva vhodnější mít v pick-upu otevřenou zadní korbu? (více v ep. 64) Vyvráceno - Je možné zastavit náboj prstem v hlavni? Vyvráceno |              |                            |                                        |                    |               |

### Čtvrtá řada (2006)
| Číslo v seriálu | Číslo v řadě | Původní název               | Přeložený název            | Premiéra v USA     | Celkové číslo |
| --- | ------------ | --------------------------- | -------------------------- | ------------------ | ------------- |
| 44 | 1            | Paper Crossbow              | Papírová kuše              | 11. ledna 2006     | 55            |
| - Lze sestrojit smrtící kuši z papíru a dalších materiálů dostupných ve vězení? Možné - Může vodka potlačit cigaretový pach z oblečení? Možné - Lze vodku použít jako insekticid? Vyvráceno - Může vodka potlačit pach z úst? Možné |              |                             |                            |                    |               |
| 45 | 2            | Shredded Plane              | Rozkrájené letadlo         | 18. ledna 2006     | 56            |
| - Co může způsobit rozkrájení letadla? - Motorová pila? Vyvráceno - Vrtule druhého letadla? Potvrzeno - Lze rozdělat oheň...: - ...třením dřeva? Potvrzeno - ...pomocí kulky? Potvrzeno - ...vyleštěním dna plechovky čokoládou? Potvrzeno - ...pomocí ocelové vlny a baterie? Potvrzeno - ...pomocí ledu vytvarovaného do tvaru čočky? Potvrzeno |              |                             |                            |                    |               |
| 46 | 3            | Archimedes Death Ray        | Archimedovy paprsky smrti  | 25. ledna 2006     | 57            |
| - Mohl Archimédes soustředěním velkého množství zrcadel zapálit římské loďstvo? (viz ep. 16) Znovu vyvráceno |              |                             |                            |                    |               |
| 47 | 4            | Helium Football             | Heliový fotbal             | 1. února 2006      | 58            |
| - Poletí míč na americký fotbal dále, pokud je naplněn heliem? Vyvráceno - Může člověk chytit vystřelenou kulku do zubů? Vyvráceno |              |                             |                            |                    |               |
| 48 | 5            | Franklin's Kite             | Franklinův drak            | 8. března 2006     | 59            |
| - Mohl drak zasažený bleskem zabít Benjamina Franklina? Potvrzeno → tradovaná historka byla tudíž vyvrácena. - Jsou pravdivé mýty o nadýmání? - Může být plynatost způsobena konzumací: - ...fazolí? Potvrzeno - ...šumivých nápojů? Potvrzeno - ...hovězího masa? Vyvráceno - Může někdo produkovat tolik prdů, že se sám udusí? Vyvráceno - Odstraní zapálená zápalka pach z větrů? Vyvráceno |              |                             |                            |                    |               |
| 49 | 6            | Cell Phones on Planes       | Mobilní telefony v letadle | 15. března 2006    | 60            |
| - Může používání mobilního telefonu v letadle způsobit havárii? Vyvráceno - Lze se vznášet na raftu, který je naplněn heliem? Vyvráceno |              |                             |                            |                    |               |
| 50 | 7            | Bullets Fired Up            | Vystřelené kulky           | 19. dubna 2006     | 61            |
| - Může kulka vystřelená nad hlavu někoho na zemi zabít? Vyvráceno, Možné i Potvrzeno - Může vodka... - ...zabránit svědivé vyrážce z jedovatce? Vyvráceno - ...bezbolestně odstranit náplast? Možné - ...posloužit jako improvizovaný balíček ledu, když je smíchána s vodou v uzavřeném plastovém sáčku? Potvrzeno - ...přefiltrováním přes dřevěné uhlí zvýšit svoji kvalitu. Vyvráceno |              |                             |                            |                    |               |
| 51 | 8            | Myths Re-Opened             | Znovuotevřené mýty         | 26. dubna 2006     | 62            |
| - Je možné rozstřelit šíp jiným šípem? (viz ep. 35) Znovu vyvráceno - Lze sestrojit hybridní raketu poháněnou salámem? (více v ep. 64) Potvrzeno - Lze s moderní střelnou zbraní vystřelit, pokud je zcela ponořena do vody? (viz ep. 34) Potvrzeno |              |                             |                            |                    |               |
| 52 | 9            | Mind Control                | Ovládání mysli             | 3. května 2006     | 63            |
| - Lze ovládnout mysl jiného člověka bez jeho vědomí a souhlasu... - ...použitím psionické helmy? Vyvráceno - ...pulsujícím vzduchem? Vyvráceno - ...otáčejícím se magnetem? Možné - ...podprahovým zvukem? Vyvráceno - ...s pomocí elektronického hypnotizéru? Částečně možné - Lze místnost vymalovat dynamitem (viz epizoda seriálu Mr. Bean)? Vyvráceno |              |                             |                            |                    |               |
| 53 | 10           | Exploding Pants             | Výbušné kalhoty            | 10. května 2006    | 64            |
| - Mohou farmářské chemikálie způsobit vznícení kalhot? Potvrzeno - Existuje spiknutí ropných společností a výrobců aut, jejímž výsledkem jsou nevýkonná auta? Může něco uspořit palivo v autě? - ...magnety u karburátoru? Vyvráceno - ...benzín smíchaný s acetonem? Vyvráceno - ...zázračný karburátor? Vyvráceno - ...vodíkový palivový článek? Vyvráceno - ...použitý rostlinný olej? Potvrzeno |              |                             |                            |                    |               |
| 54 | 11           | Crimes and Myth-Demeanors 1 | Zločiny motivované fikcí 1 | 12. července 2006  | 65            |
| - Lze nepozorovaně prolézt větrací šachtou? - ...s použitím magnetických držáků? Vyvráceno - ...přísavnými držáky? Vyvráceno - Lze překonat místnost střeženou laserovými paprsky? - ...zvýrazněním paprsků pudřenkou/s použitím brýlí pro noční vidění/zaměřením dalšího laserového paprsku do detektoru? Vyvráceno - Lze překonat místnost střeženou infračervenými paprsky? - ...zvýrazněním paprsků pudřenkou/s použitím brýlí pro noční vidění/obojím naráz? Vyvráceno - ...vytvořením průchodu ze zrcadel? Vyvráceno - Lze udělat díru do skleněných dveří, aniž by se spustil alarm citlivý na hluk? - ...vyvrtání rýhy a použití přísavky? Vyvráceno - ...prudké zahřátí a ochlazení v místě rýhy? Vyvráceno - ...proklepávání v místě rýhy? Vyvráceno - ...vyvrtání díry? Částečně vyvráceno - Jakým způsobem lze překonat tlakový senzor? - ...nožem a žvýkačkou? Vyvráceno - ...lepicí páskou? Možné - Jak těžké je vloupat se do trezoru? - ...použitím stetoskopu? Vyvráceno - ...vyvrtáním díry a vizuálním nastavením západky? Možné - Lze vylézt na výškovou budovu s použitím přísavek? Možné |              |                             |                            |                    |               |
| 55 | 12           | Steam Cannon                | Parní dělo                 | 19. července 2006  | 66            |
| - Mohl Archimédés vyrobit dělo na parní pohon? Vyvráceno - Je krabice cereálií výživnější než cereálie samotné? Vyvráceno |              |                             |                            |                    |               |
| 56 | 13           | Whirlpool/Snowplow          | Mořský vír/sněžný pluh     | 26. července 2006  | 67            |
| - Může mořský vír potopit... - ...nákladní loď? Vyvráceno - ...rybářskou loď? Vyvráceno - ...člověka? Možné - Může rychle jedoucí sněžný pluh smést auto ze silnice? Vyvráceno |              |                             |                            |                    |               |
| 57 | 14           | Mentos and Soda             | Mentos a Cola              | 9. srpna 2006      | 68            |
| - Co způsobuje, že vhozením bonbónů Mentos do Coly vznikne gejzír? - Může známka přilepená k rotoru helikoptéry narušit chod a způsobit nehodu? Vyvráceno |              |                             |                            |                    |               |
| 58 | 15           | Shattering Subwoofer        | Ničivý subwoofer           | 16. srpna 2006     | 69            |
| - Mohou hlasité subwoofery zabudované v autě toto auto zničit? Vyvráceno - Je rychlejší jízda po hrbolaté cestě méně kodrcavá? Potvrzeno |              |                             |                            |                    |               |
| 59 | 16           | Crimes and Myth-Demeanors 2 | Zločiny motivované fikcí 2 | 23. srpna 2006     | 70            |
| - Lze překonat zámek na otisk prstu... - ...kopií správného otisku přenesenou na latex? Potvrzeno - ...kopií správného otisku přenesenou na balistický gel? Potvrzeno - ...kopií správného otisku vytištěnou na papír? Potvrzeno - Lze překonat teplotní alarm... - ...ochlazením těla hasicím přístrojem? Vyvráceno - ...v neoprenové kombinéze? Vyvráceno - ...pomazáním těla blátem (inspirováno filmem Predátor). Vyvráceno - ...zahřátím místnosti na teplotu těla? Vyvráceno - ...v protipožárním obleku? Potvrzeno - ...umístěním skla mezi člověka a senzor? Potvrzeno - Lze překonat ultrazvukový pohybový detektor... - ...chundelatým oblečením? Vyvráceno - ...oblečením ze skelných vláken? Vyvráceno - ...zakrytím se před senzorem podrženým prostěradlem? Potvrzeno - ...velmi pomalým pohybem? Potvrzeno - Lze odpálit trezor chráněný skleněnou pojistkou, aniž by se zničil obsah? (viz film Kdo s koho) Možné |              |                             |                            |                    |               |
| 60 | 17           | Earthquake Machine          | Stroj na zemětřesení       | 30. srpna 2006     | 71            |
| - Může stroj navržený Nikolou Teslou způsobit tak silné vibrace, že zboří celý objekt? Vyvráceno - Může lávová lampa zahřátá na sporáku vybuchnout? Potvrzeno |              |                             |                            |                    |               |
| 61 | 18           | Deadly Straw                | Smrtící sláma              | 6. září 2006       | 72            |
| - Může během hurikánu proletět stéblo slámy kmenem palmy? Vyvráceno - Umožňuje polygraf zjistit, zda sdílí všechny živé organismy primární vnímání? Vyvráceno |              |                             |                            |                    |               |
| SP9 | Speciál–1    | Mega Movie Myths            | Speciál filmových mýtů     | 13. září 2006      | 73            |
| - Lze vystřelením zámku otevřít dveře? (viz film Velké nesnáze v Malé Číně) Vyvráceno/Možné - Může být auto vybaveno vystřelovací sedačkou? (viz film Goldfinger) Možné - Může auto vyjet po rampě, letět vzduchem, přistát a odjet? (viz film Mistři hazardu) Vyvráceno - Lze střelbou kolem sebe do podlahy vytvořit díru a propadnout? (viz film Underworld) Vyvráceno - Pomohou markýzy překonat pád z budovy? (viz film Indiana Jones a chrám zkázy) Možné - Může meč rozpůlit jiný meč? (viz film Hrabě Monte Cristo z roku 2002, více v ep. 64) Vyvráceno |              |                             |                            |                    |               |
| 62 | 19           | Killer Cable Snaps          | Zabijácký kabel            | 11. října 2006     | 74            |
| - Může napjaté ocelové lano po přetrhnutí rozpůlit člověka? Vyvráceno - Mohly se na starověkou keramiku otisknout zvuky a vibrace? (viz seriál Akta X, více v ep. 64) Vyvráceno |              |                             |                            |                    |               |
| 63 | 20           | Air Cylinder Rocket         | Raketa z tlakové lahve     | 18. října 2006     | 75            |
| - Může plyn unikající z tlakové lahve: - ...vystřelit lahev proti zdi a prorazit ji? Potvrzeno - ...posloužit jako pohon lodi? Vyvráceno - Může být motor poháněn střelným prachem? Vyvráceno |              |                             |                            |                    |               |
| 64 | 21           | More Myths Revisited        | Zpět k dalším mýtům        | 25. října 2006     | 76            |
| - Lze sestrojit hybridní raketu poháněnou salámem? (viz ep. 51) Znovu potvrzeno - Lze podržením ruky proti čelnímu sklu zabránit jeho rozbití letícím kamenem? Vyvráceno - Lze nahrát zvuk štětcem na plátno? (viz ep. 62) Vyvráceno - Je z hlediska spotřeby paliva vhodnější mít v pick-upu: (viz ep. 43) - pevný kryt na korbě? Vyvráceno - mřížku místo zadních dvířek? Potvrzeno - Lze přeseknout hlaveň mečem? Vyvráceno |              |                             |                            |                    |               |
| 65 | 22           | Exploding Lighter           | Vybuchující zapalovač      | 1. listopadu 2006  | 77            |
| - Mýty o zapalovačích: - Může explodovat zapalovač svářeči v kapse? Potvrzeno - Může zapalovač explodovat při sušení v sušičce? Vyvráceno - Může zapalovač explodovat při zásahu golfovou holí? Částečně potvrzeno - Může zapalovač explodovat v rozžhaveném autě? Vyvráceno - Může být výbuch zapalovače v kapse smrtící? Vyvráceno - Může pět set zapalovačů v autě explodovat smrtící silou? Možné - Mohl střelec z Divokého západu...: - ...vyhodit minci a pak pětkrát vystřelit z pistole, než mince dopadla na zem? Vyvráceno - ...prostřelit stříbrný dolar? Vyvráceno - ...zachránit oběšence přestřelením lana? Vyvráceno |              |                             |                            |                    |               |
| 66 | 23           | Concrete Glider             | Betonový kluzák            | 8. listopadu 2006  | 78            |
| - Lze vyrobit kluzák z betonu? Možné - Může vás projíždějící vlak stáhnout do kolejí? Vyvráceno |              |                             |                            |                    |               |
| 67 | 24           | Firearms Folklore           | Střelecké legendy          | 29. listopadu 2006 | 79            |
| - Střelecké mýty: - Lze vystřelit kulku do prázdné komory jiného revolveru? Potvrzeno - Může odstřelovač zabít jiného odstřelovače trefou přímo do zaměřovače? Vyvráceno - Mohli se během občanské války srazit střely dvou vojáků a spojit se? Možné - Pokud do sebe udeří dvě kladiva nebo kladivo udeří do kovadliny, alespoň jedno kladivo se nebezpečně roztříští. Vyvráceno |              |                             |                            |                    |               |
| 68 | 25           | Anti-Gravity Device         | Antigravitační přístroj    | 6. prosince 2006   | 80            |
| - Mohou žárovky zapálit vánoční stromek? Vyvráceno - Je možná antigravitace? Vyvráceno (prozatím) - Dokáže vodka vyléčit žahnutí medúzy? Potvrzeno |              |                             |                            |                    |               |
| SP10 | Speciál–2    | Holiday Special             | Vánoční speciál            | 6. prosince 2006   | 81            |
| - Jehličí opadá z vánočního stromku později, když přidáme... - ...hnojivo. Vyvráceno - ...bělidlo. Možné - ...citrónovou a limetkovou limonádou. Možné - ...lék proti bolesti. Možné - ...oxid dusnatý z Viagry. Možné - ...lak na vlasy. Možné (nejlepší výsledek) - ...polyuretanový nátěr. Možné - Pokud spadne zmrzlý krocan, může... - ...rozdrtit nohu. Potvrzeno - ...zabít psa nebo kočku. Možné - Krocana lze uvařit... - ...mikrovlnným vysílačem. Vyvráceno - ...radarem. Vyvráceno |              |                             |                            |                    |               |
| 69 | 26           | 22,000-Foot Fall            | Pád ze sedmi kilometrů     | 13. prosince 2006  | 82            |
| - Lze přežít pád z výšky 22 000 stop (6 700 m), pokud člověk propadne skleněnou střechou nádraží pod kterou exploduje bomba? Vyvráceno - Lze ušetřit energii potřebnou k rozsvícení žárovky ponecháním světla rozsvíceného? Vyvráceno |              |                             |                            |                    |               |

### Pátá řada (2007)
| Číslo v seriálu | Číslo v řadě | Původní název             | Přeložený název       | Premiéra v USA     | Celkové číslo |
| --- | ------------ | ------------------------- | --------------------- | ------------------ | ------------- |
| 70 | 1            | Hindenburg Mystery        | Tajemství Hindenburgu | 10. ledna 2007     | 83            |
| - Byla katastrofa vzducholodi Hindenburg způsobena hořlavou směsí, kterou byl LZ 129 Hindenburg natřen? Vyvráceno - Může kličkování zachránit člověka před krokodýlem? Vyvráceno |              |                           |                       |                    |               |
| 71 | 2            | Pirate Special            | Pirátský speciál      | 17. ledna 2007     | 84            |
| - Lze zbrzdit pád z ráhnoví a poté bezpečně přistát na palubě zabodnutím nože do lodní plachty? Vyvráceno - Pomáhala páska přes oko pirátům vidět ve tmě? Možné - Jsou třísky ze zásahu dělovou koulí smrtelnější než samotná dělová koule? Vyvráceno - Lze rum použít k vyčištění prádla? Vyvráceno |              |                           |                       |                    |               |
| 72 | 3            | Underwater Car            | Podvodní auto         | 24. ledna 2007     | 85            |
| - Když auto spadne do vody a začne se potápět, nelze otevřít dveře, dokud není interiér zaplaven. Potvrzeno - Papír nelze přeložit napůl více než sedmkrát. Vyvráceno |              |                           |                       |                    |               |
| 73 | 4            | Speed Cameras             | Policejní kamery      | 7. března 2007     | 86            |
| - Kamera auto nezachytí... - ...když jede příliš rychle. Vyvráceno - ...pokud je SPZ zakryta... - ...plátem s krystalky. Vyvráceno - ...lentikulární čočkou. Vyvráceno - ...kuchyňskou folií. Vyvráceno - ...speciálním sprejem. Vyvráceno - ...lakem na vlasy. Vyvráceno - Policejní kamera umí zachytit letícího ptáka. Potvrzeno - Mohou defibrilátory způsobit explozi nitroglycerinových náplastí nalepených na hrudi? Vyvráceno - Pokud se dotýkáte právě defibrilovaného pacienta, může vás výboj zabít. Potvrzeno                                                                                  |              |                           |                       |                    |               |
| 74 | 5            | Dog Myths                 | Psí mýty              | 14. března 2007    | 87            |
| - Starého psa novým kouskům nenaučíš. Vyvráceno - Hlídacího psa lze oklamat... - ...flákem masa. Možné - ...předtíráním podřízenosti. Vyvráceno - ...agresivním chováním. Vyvráceno - ...pomocí vůně kojící feny. Vyvráceno - ...pomocí vlčí moči. Možné - ...pomocí moči hárající feny. Potvrzeno - Policejnímu stopařskému psovi lze utéct... - ...kličkováním a zdvojením stopy. Vyvráceno - ...projitím vodou. Vyvráceno - ...zamaskováním stop pepřem. Vyvráceno - ...umytím a převlečením do čistého prádla. Vyvráceno - ...potřísněním koňakem a kávou. Vyvráceno - ...v městě s mnoha pachy. Možné |              |                           |                       |                    |               |
| 75 | 6            | More Myths Revisited      |                       | 21. března 2007    | 88            |
| 76 | 7            | Voice Flame Extinguisher  |                       | 11. dubna 2007     | 89            |
| 77 | 8            | Birds in a Truck          |                       | 18. dubna 2007     | 90            |
| 78 | 9            | Walking on Water          |                       | 25. dubna 2007     | 91            |
| 79 | 10           | Western Myths             |                       | 30. května 2007    | 92            |
| 80 | 11           | Big Rig Myths             |                       | 6. června 2007     | 93            |
| 81 | 12           | Grenades and Guts         |                       | 13. června 2007    | 94            |
| 82 | 13           | Snow Special              |                       | 20. června 2007    | 95            |
| 83 | 14           | Baseball Myths            |                       | 8. srpna 2007      | 96            |
| 84 | 15           | Viewers' Special          |                       | 15. srpna 2007     | 97            |
| 85 | 16           | Red Rag to a Bull         |                       | 22. srpna 2007     | 98            |
| 86 | 17           | Superhero Hour            |                       | 29. srpna 2007     | 99            |
| 87 | 18           | Myth Revolution           |                       | 5. září 2007       | 100           |
| 88 | 19           | Trailblazers              |                       | 31. října 2007     | 101           |
| 89 | 20           | Exploding Water Heater    |                       | 7. listopadu 2007  | 102           |
| 90 | 21           | Special Supersized Myths  |                       | 14. listopadu 2007 | 103           |
| 91 | 22           | Shooting Fish in a Barrel |                       | 21. listopadu 2007 | 104           |
| 92 | 23           | Pirates 2                 |                       | 28. listopadu 2007 | 105           |
| 93 | 24           | Confederate Steam Gun     |                       | 5. prosince 2007   | 106           |
| 94 | 25           | Airplane Hour             |                       | 12. prosince 2007  | 107           |

### Šestá řada (2008)
| Číslo v seriálu | Číslo v řadě | Původní název               | Přeložený název | Premiéra v USA     | Celkové číslo |
| --------------- | ------------ | --------------------------- | --------------- | ------------------ | ------------- |
| 95              | 1            | James Bond, Part 1          |                 | 16. ledna 2008     | 108           |
| 96              | 2            | Lead Balloon                |                 | 23. ledna 2008     | 109           |
| 97              | 3            | Airplane on a Conveyor Belt |                 | 30. ledna 2008     | 110           |
| 98              | 4            | James Bond, Part 2          |                 | 6. února 2008      | 111           |
| 99              | 5            | Viewers' Special 2          |                 | 13. února 2008     | 112           |
| 100             | 6            | MacGyver Myths              |                 | 20. února 2008     | 113           |
| 101             | 7            | Alaska Special              |                 | 23. dubna 2008     | 114           |
| 102             | 8            | Shark Week Special 2        |                 | 27. července 2008  | 115           |
| 103             | 9            | Exploding Steak             |                 | 6. srpna 2008      | 116           |
| 104             | 10           | NASA Moon Landing           |                 | 27. srpna 2008     | 117           |
| 105             | 11           | Viral Hour                  |                 | 3. září 2008       | 118           |
| 106             | 12           | Phone Book Friction         |                 | 10. září 2008      | 119           |
| 107             | 13           | Water Stun Gun              |                 | 17. září 2008      | 120           |
| 108             | 14           | Blind Driving               |                 | 8. října 2008      | 121           |
| 109             | 15           | Ninjas 2                    |                 | 15. října 2008     | 122           |
| 110             | 16           | Alcohol Myths               |                 | 22. října 2008     | 123           |
| 111             | 17           | Motorcycle Flip             |                 | 29. října 2008     | 124           |
| 112             | 18           | Coffin Punch                |                 | 5. listopadu 2008  | 125           |
| 113             | 19           | End With a Bang             |                 | 12. listopadu 2008 | 126           |
| SP12            | 20           | Viewer Special Threequel    |                 | 19. listopadu 2008 | 127           |

### Sedmá řada (2009)
| Číslo v seriálu | Číslo v řadě | Původní název           | Přeložený název | Premiéra v USA     | Celkové číslo |
| --------------- | ------------ | ----------------------- | --------------- | ------------------ | ------------- |
| 114             | 1            | Demolition Derby        |                 | 8. dubna 2009      | 128           |
| 115             | 2            | Alaska Special          |                 | 15. dubna 2009     | 129           |
| 116             | 3            | Banana Slip/Double-Dip  |                 | 22. dubna 2009     | 130           |
| 117             | 4            | YouTube Special         |                 | 29. dubna 2009     | 131           |
| 118             | 5            | Swimming in Syrup       |                 | 6. května 2009     | 132           |
| 119             | 6            | Exploding Bumper        |                 | 13. května 2009    | 133           |
| 120             | 7            | Seesaw Saga             |                 | 20. května 2009    | 134           |
| 121             | 8            | Thermite vs. Ice        |                 | 27. května 2009    | 135           |
| 122             | 9            | Prison Escape           |                 | 3. června 2009     | 136           |
| 123             | 10           | Curving Bullets         |                 | 10. června 2009    | 137           |
| 124             | 11           | Car vs. Rain            |                 | 17. června 2009    | 138           |
| 125             | 12           | Knock Your Socks Off    |                 | 7. října 2009      | 139           |
| 126             | 13           | Duct Tape Hour          |                 | 14. října 2009     | 140           |
| 127             | 14           | Clean Car vs. Dirty Car |                 | 21. října 2009     | 141           |
| 128             | 15           | Greased Lightning       |                 | 28. října 2009     | 142           |
| 129             | 16           | Hurricane Windows       |                 | 4. listopadu 2009  | 143           |
| 130             | 17           | Crash and Burn          |                 | 11. listopadu 2009 | 144           |
| 131             | 18           | Myth Evolution          |                 | 18. listopadu 2009 | 145           |
| 132             | 19           | Dumpster Diving         |                 | 25. listopadu 2009 | 146           |
| 133             | 20           | Antacid Jail Break      |                 | 2. prosince 2009   | 147           |
| 134             | 21           | Unarmed and Unharmed    |                 | 9. prosince 2009   | 148           |
| 135             | 22           | Hidden Nasties          |                 | 16. prosince 2009  | 149           |
| 136             | 23           | Mini-Myth Mayhem        |                 | 28. prosince 2009  | 150           |

### Osmá řada (2010)
| Číslo v seriálu | Číslo v řadě | Původní název           | Přeložený název | Premiéra v USA     | Celkové číslo |
| --------------- | ------------ | ----------------------- | --------------- | ------------------ | ------------- |
| 137             | 1            | Boomerang Bullet        |                 | 4. ledna 2010      | 151           |
| 138             | 2            | Soda Cup Killer         |                 | 24. března 2010    | 152           |
| 139             | 3            | Dive to Survive         |                 | 31. března 2010    | 153           |
| 140             | 4            | Spy Car Escape          |                 | 7. dubna 2010      | 154           |
| 141             | 5            | Bottle Bash             |                 | 14. dubna 2010     | 155           |
| 142             | 6            | No Pain, No Gain        |                 | 28. dubna 2010     | 156           |
| 143             | 7            | Mythssion Control       |                 | 5. května 2010     | 157           |
| 144             | 8            | Duct Tape Hour 2        |                 | 12. května 2010    | 158           |
| 145             | 9            | Waterslide Wipeout      |                 | 19. května 2010    | 159           |
| 146             | 10           | Fireball Stun Gun       |                 | 2. června 2010     | 160           |
| 147             | 11           | Flu Fiction             |                 | 9. června 2010     | 161           |
| SP14            | Special 1    | Top 25 Moments          |                 | 16. června 2010    | 162           |
| 148             | 12           | Hair of the Dog         |                 | 6. října 2010      | 163           |
| 149             | 13           | Storm Chasing Myths     |                 | 13. října 2010     | 164           |
| 150             | 14           | Cold Feet               |                 | 20. října 2010     | 165           |
| 151             | 15           | Tablecloth Chaos        |                 | 27. října 2010     | 166           |
| 152             | 16           | Arrow Machine Gun       |                 | 3. listopadu 2010  | 167           |
| 153             | 17           | Myth Evolution          |                 | 10. listopadu 2010 | 168           |
| 154             | 18           | Reverse Engineering     |                 | 17. listopadu 2010 | 169           |
| 155             | 19           | Inverted Underwater Car |                 | 24. listopadu 2010 | 170           |
| 156             | 20           | Bug Special             |                 | 1. prosince 2010   | 171           |
| 157             | 21           | President's Challenge   |                 | 8. prosince 2010   | 172           |
| 158             | 22           | Green Hornet Special    |                 | 15. prosince 2010  | 173           |
| 159             | 23           | Operation Valkyrie      |                 | 22. prosince 2010  | 174           |